# Moura Lympany
Dame Moura Lympany, właśc. Mary Johnstone (ur. 18 sierpnia 1916 w Saltash, zm. 28 marca 2005 w Mentonie) – brytyjska pianistka.

## Życiorys
Debiutowała w wieku 12 lat w Harrogate, wykonując Koncert fortepianowy g-moll Felixa Mendelssohna. W 1938 roku zdobyła II nagrodę w Konkursie Muzycznym im. Eugène’a Ysaÿe’a w Brukseli. Początkowo studiowała w Liège, po uzyskaniu stypendium naukowego przeniosła się na studia do Royal College of Music w Londynie. Uzupełniające studia muzyczne odbyła w Wiedniu u Paula Weingartena oraz w Londynie u Matthilde Verne i Tobiasa Matthaya. Swój sceniczny pseudonim utworzyła od nazwiska panieńskiego matki, Limpenny.
W 1940 roku wystąpiła jako solistka podczas brytyjskiej premiery Koncertu fortepianowego Arama Chaczaturiana. W 1948 roku po raz pierwszy wystąpiła w Stanach Zjednoczonych, gdzie od 1951 roku przebywała na stałe. Zasłynęła jako interpretatorka utworów fortepianowych Roberta Schumanna, Edvarda Griega i Siergieja Rachmaninowa, a także kompozytorów brytyjskich: Deliusa, Irelanda, Scotta i Rawsthorne’a. W latach 50. XX wieku dokonała dla wytwórni HMV nagrań płytowych nokturnów, preludiów i walców Fryderyka Chopina. W 1991 roku opublikowała napisaną wspólnie z Margot Strickland autobiografię pt. Moura Lympany, her Autobiography.
Komandor (1979) i Dama Komandor (1992) Orderu Imperium Brytyjskiego. Odznaczona ponadto została krzyżem kawalerskim francuskiego Orderu Sztuki i Literatury (1992) i krzyżem komandorskim belgijskiego Orderu Korony (1980).